# 寺田宗永
寺田 宗永（てらだ むねなが）は青森県十和田市出身のオペラ歌手。

## 経歴
国立音楽大学声楽科卒業。二期会オペラスタジオ第42期マスタークラス優秀賞。
第37回、第40回、第41回イタリア声楽コンコルソ入選。第12回”長江杯”国際音楽コンクール第２位、及びテノール特別賞を受賞。
さわかみオペラ芸術振興財団の研修生としてボローニャにて研修、Sergio Bertocchi氏の元で研鑚を積む。
藤川泰彰、田口興輔に師事。
日生劇場、新国立劇場、ヨーロッパではラトビア国立リガ歌劇場、トリエステG.Verdi歌劇場（Donato Renzetti指揮）等に出演。
二期会会員。